# CFL řada 1600
CFL řada 1600 bylo označení použité pro čtyři lokomotivy typu NOHAB AA16, dodané Lucemburským železnicím (CFL) v roce 1955 firmou Anglo-Franco-Belge (AFB). Odpovídaly svým provedením belgické řadě 202 (52). CFL jim přidělily řadu 1600. Jejich nátěr byl v kombinaci vínové (RAL 3005) a žluté (RAL 1004).
Brzy po dodání v roce 1958 potkala lokomotivu 1630 u Bascharage těžká nehoda. Kvůli chybně postavené vlakové cestě narazila do stojícího vlaku. Lokomotiva byla těžce poškozena, prakticky na sešrotování. Přesto byla opravena a znovu nasazena do provozu. Po opravě byla její skříň asi o 30 cm kratší.
Kvůli možnosti zajíždění do Trevíru byla lokomotivám dosazena na čela třetí poziční světla. Lokomotivy sloužily až do svého konce v rychlíkové dopravě do Trevíru pouze na základě zvláštního ujednání s Deutsche Bundesbahn, jelikož nebyly vybaveny německým vlakovým zabezpečovačem Indusi.
V roce 1971 byla čísla lokomotiv nahrazena většími a zároveň bylo nahrazeno staré logo CFL novým. V této podobě lokomotivy jezdily až do svého vyřazení. Jako první byla odstavena lokomotiva 1601 v roce 1984 a o pět let později jako jediná lucemburská sešrotována. Zbylé tři byly vyřazeny v roce 1994.
Lokomotivu 1602 koupil Märklin a později prodal belgickému PFT. Lokomotiva je restaurována do podoby belgických nohabek, třetí poziční světla jsou odstraněna a nese číslo 202.020, které jí původně mělo být přiděleno.
Lokomotiva 1603 jezdila nejprve na Vennbahn a v roce 2006 ji také koupil PFT.
Lokomotiva 1604 zůstala v Lucembursku jako provozní muzejní lokomotiva a je národní památkou. Spolek „1604 Classics a.s.b.l.“ ji zrestauroval (kromě 3. světla) do podoby po dodání 21. dubna 1955.